# شترغلو
شترغلو (بالفارسية: شترگلو) هو منزل تاريخي يعود إلى عصر القاجاريون، ويقع في ماهان.